# Orfeusz
Orfeusz (gr. Ὀρφεύς Orpheús, łac. Orpheus) – w mitologii greckiej tracki śpiewak i poeta, twórca orfizmu.
Uchodził za syna boga Apollina albo trackiego boga Ojagrosa i muzy Kalliope.  Wymienia się go niekiedy jako władcę jednego z ludów tej górzystej krainy. Uważany za największego śpiewaka, muzyka i poetę greckiego. Wtórował on swej pieśni grą na lirze lub kitarze, którą ulepszył, powiększając liczbę jej strun z siedmiu do dziewięciu.
Mity wspominają o cudownym oddziaływaniu śpiewu Orfeusza. Jego muzyka oddziaływała nie tylko na ludzi: mogła ona uśmierzać huczące fale morza i sprawiała, że ku śpiewakowi pochylały się drzewa, a dzikie bestie szły za nim łagodne jak baranki.
Orfeusz jest również uważany za twórcę orfizmu, mistycznego nurtu religijnego, którego głównym elementem była wiara w wędrówkę dusz, czyli metempsychozę.

## Mity

### Wyprawa Argonautów
Orfeusz brał udział w wyprawie statku Argo po złote runo. Na drodze znajdowała się wyspa syren, półkobiet-półptaków, które swym pięknym śpiewem przyciągały ku sobie płynących żeglarzy, a następnie porywały ich i zjadały. Kiedy Argonauci przepływali obok nieszczęsnej wyspy, zgodnie z radą Chirona Orfeusz zaczął grać na lirze, co odwróciło uwagę syren od żeglarzy i uratowało załogę od katastrofy.

### Śmierć Eurydyki
Najsłynniejszy mit o Orfeuszu i Eurydyce mówi o miłości – wielkim uczuciu silniejszym niż śmierć.
Pewnego razu pasterz Aristajos spotkał nimfę Eurydykę, żonę Orfeusza, i zachwycony jej urodą, zaczął ją gonić. W czasie ucieczki Eurydyka została ukąszona przez żmiję i umarła. Zrozpaczony Orfeusz zdecydował się zejść do Hadesu, by zmusić władców podziemnego świata do oddania mu Eurydyki. Jego muzyka wzruszyła królujących w podziemiu Hadesa i Persefonę tak bardzo, że zgodzili się na powrót Eurydyki pod jednym warunkiem: będzie ona prowadzona przez Hermesa tuż za Orfeuszem, któremu nie będzie wolno obejrzeć się za siebie, dopóki nie wyjdą z królestwa zmarłych. Orfeusz nie mógł oprzeć się pokusie i tuż przed bramami Hadesu spojrzał na żonę. Obietnica została złamana – Orfeusz na zawsze utracił swoją ukochaną.

### Śmierć

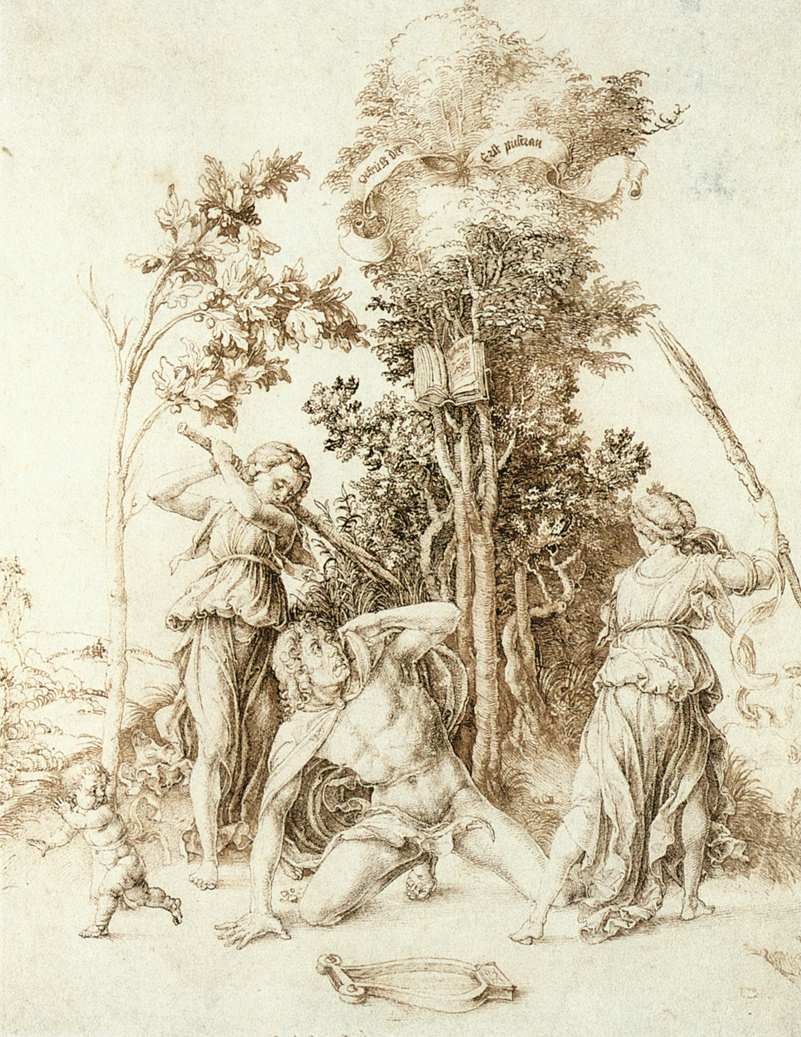
Albrecht Dürer Śmierć Orfeusza

Wymienia się różne przyczyny śmierci Orfeusza. Jedne wersje mitu mówią o zemście Dionizosa (Orfeusz nie uznawał misteriów dionizyjskich, natomiast wielką czcią otaczał Apollina), inne za przyczynę podają brak chęci Orfeusza do zbliżenia się do żadnej innej kobiety. Za karę Orfeusz został rozszarpany na strzępy przez Menady, które jego szczątki wrzuciły do rzeki. Jego lira i głowa, której usta wciąż jeszcze śpiewały, popłynęły z nurtem aż na wyspę Lesbos. Muzy zaniosły lirę Orfeusza do nieba i umieściły pośród gwiazd.

### Cały mit
Orfeusz był znanym poetą, umiejętności odziedziczył po matce Kaliope, jednej z Dziewięciu Muz, która dawała poetom natchnienie. Potrafił grać na lirze, a jego muzyka nie tylko uspokajała najdziksze zwierzęta, ale również poruszała skały i drzewa, które słysząc ją, szły za nim.
Pewnego dnia Orfeusz został zaproszony na ucztę do Zeusa i tam poznał Eurydykę. Jakiś czas później pobrali się.

Miejsca związane z Orfeuszem

Aristajos był bartnikiem, dobrym lekarzem i właścicielem winnic. Mówiono, że jest człowiekiem bardzo silnym. Kiedy zobaczył Eurydykę w dolinie Tempe, pośród ukwieconych łąk, zaczął ją gonić po tej pięknej i rozległej dolinie. Nie wiedział o tym, że Eurydyka jest żoną Orfeusza. Gdyby miał taką świadomość, zostawiłby ją i poszedł w swoją stronę. Kiedy Eurydyka uciekała, ukąsiła ją żmija. Z tego powodu nimfa umarła.
Gdy Orfeusz dowiedział się o tym, śmiało wszedł do Tartaru, aby Eurydykę stamtąd zabrać. Oczarował swą muzyką Charona, który przewiózł go za darmo na drugi brzeg Styksu, oczarował Cerbera, który tylko skomlał przyjaźnie i łasił się, liżąc jego stopy; oczarował Erynie, które zasłuchane odłożyły swe bicze, dzięki czemu w Rejonie Kary przerwano męki, oczarował królową Persefonę do tego stopnia, że szepnęła mu tajne hasło umożliwiające dostęp do Jeziora Pamięci. Po jakimś czasie udało mu się oczarować nawet samego Hadesa, który zwolnił Eurydykę i pozwolił jej pójść za Orfeuszem z powrotem na ziemię. Hades postawił przy tym jeden warunek: Orfeuszowi nie wolno oglądać się za siebie, póki Eurydyka nie znajdzie się na powierzchni ziemi w świetle słońca. Orfeusz ruszył więc naprzód, podskakując ze szczęścia. Eurydyka szła za nim, lecz Orfeusz bał się, że Hades go oszukał i zapomniawszy o warunku, obejrzał się za siebie i na zawsze stracił Eurydykę, ponieważ zamieniła się w kamień.
Gdy Orfeusz pełen rozpaczy po stracie ukochanej dowiedział się o tym, że Zeus mianował swego syna Dionizosa bogiem olimpijskim, nie chciał mu oddawać czci twierdząc, że Dionizos nieodpowiednio się zachowuje i daje zły przykład ludziom śmiertelnym. Rozzłościł Dionizosa, który kazał menadom (były nimi zawsze pijane, młode kobiety), aby porwały Orfeusza. Menady porwały go, a że nie miał przy sobie swej liry – nie miał ich czym oczarować, więc bez żadnych ceremonii obcięły mu głowę i wrzuciły do rzeki. A zaraz po tym rozszarpały jego ciało. Do głębi przejęte śmiercią Orfeusza – syna jednej ze swoich sióstr – Kaliope, Muzy pozbierały kawałki jego ciała i pogrzebały je u stóp Olimpu – dlatego po dziś jeszcze słowiki nucą tam piękniej niż gdzie indziej. Zaś głowa Orfeusza, śpiewając, popłynęła aż do morza, a po jakimś czasie rybacy wyłowili ją i pochowali na wyspie Lesbos. Zeus zezwolił, by Apollo umieścił lirę Orfeusza na niebie, gdzie znajduje się dotychczas, tworząc konstelację Liry.

## Mit Orfeusza w muzyce
Mit Orfeusza stał się częstym wątkiem w operze, a potem także w innych gatunkach muzyki poważnej. Początek dała popularność tego mitu w renesansie:
„Język – jak głosili humaniści – stanowi fundament kultury i w związku z tym poezja góruje nad wszelkimi naukami i sztukami. Tę wywyższoną poezję bardzo mocno wiązano jednak z muzyką, gdyż potęgowała ona ekspresję i sugestywność słów. Z tego też powodu wyjątkowym powodzeniem cieszył się mit Orfeusza, gdyż uważano go za uosobienie natchnionego twórcy, który siłą poezji i muzyki łagodził dzikość pierwotnych obyczajów.”
Początek scenicznej kariery mitu o Orfeuszu dała pra-opera, czyli dramma per musica Euridice, którą napisali w 1600 roku na wesele Medyceusza dwaj muzycy: Giulio Caccini i Jacopo Peri. Skomponowana była w stylu recytatywnym. Losy opery potoczyły się w kierunku, który wskazał jak ma wyglądać muzyczne dzieło sceniczne. Wszystko to za sprawą kompozytora, który nie podporządkowywał ściśle muzyki słowu, lecz muzykę połączył z tekstem w proporcji idealnej. Mowa tu o Claudio Monteverdim. Jego L’Orfeo, też wystawiony z okazji książęcego wesela (w 1607 w Manuti) nazywany jest „pierwszą operą”.
Kulminacyjny moment dzieła stanowi aria „Possente spirto”, w której Orfeusz za pomocą niezwykle kunsztownej techniki wokalnej (pewne wyobrażenie o niej daje koloratura widoczna na przykładzie) błaga o wpuszczenie do państwa zmarłych, choć nigdy jeszcze nie stało się to udziałem żyjącego człowieka, Przejmująca ekspresja arii pozwala uwierzyć, że urzekł swym śpiewem nawet bóstwa podziemia nieczułe na ludzkie cierpienie.
Kolejna opera o Orfeuszu – L’Orfeo wystawiony w 1647 w Paryżu z muzyką Luigi Rossiego – skończyła się kryzysem politycznym. Aby opłacić bardzo widowiskowe przedstawienie, na ludność nałożono specjalny podatek, co stało się świetnym pretekstem do ataku na prowłoskie stronnictwo Mazarina, które tę operę zamówiło. W wyniku zamieszek dwór oraz włoscy muzycy musieli ratować się ucieczką.
W XVIII wieku temat Orfeusza nadal był modny. Powstały m.in. opery Reinharda Keisera Orpheus, Georga Philippa Telemanna, Orpheus oder Die wunderbare Beständigkeit der Liebe, kantaty komponował Louis-Nicolas Clérambault i Jean-Philippe Rameau. Najsławniejszą od czasów Monteverdiego nową wersję operową Orfeo ed Euridice napisał Christoph Willibald Gluck (1762). Popularnością przebiła ją dopiero operetka Jacques’a Offenbacha Orfeusz w piekle, wystawiona po raz pierwszy w 1858 roku w Paryżu. Publiczność śmiała się z parodii obyczajów ówczesnych „prominentów”, a wykonawcy aktualizowali teksty, robiąc coraz to aluzje do sensacji i skandali dnia. Kpiąc z uroczystych finałów w operze i nawiązując zresztą do Glucka, Offenbach zakończył spektakl kankanem.
Inne utwory nawiązujące do mitu Orfeusza:
Stefano Landi opera La morte d’Orfeo (1619)
Marc-Antoine Charpentier niedokończona opera La descente d’Orphée aux enfers (przypuszczalnie ok. 1685)
Joseph Haydn opera Dusza filozofa albo Orfeusz i Eurydyka (1791, wystawiona dopiero w 1951)
Ferenc Liszt poemat symfoniczny Orfeo (1853-54)
Darius Milhaud opera Les malheurs d’Orphée (1924)
Ernst Křenek opera Orpheus und Eurydike (1926)
Igor Strawinski balet Orpheus (1948)
Pierre Henry i Pierre Schaeffer Orphee 53, „opera konkretna” (na taśmę) (1953)
Hans Werner Henze opera Orpheus (1978)
Harrison Birtwistle opera The Mask of Orpheus (1986)
David Sylvian na swoim czwartym albumie studyjnym, Secrets of the Beehive, umieścił utwór Orpheus, luźno oparty na micie.
Philip Glass opera kameralna Orphée na podstawie filmu Jean Cocteau (1993)
Jacek Kaczmarski poezja spiewana „Przechadzka z Orfeuszem” (1997)
Waldemar Goszcz utwór "Orfeusz" (2000), inspirowany historią Adama i Ewy 
Hadestown – musical autorstwa Anaïs Mitchell (2006)
Arcade Fire poświęciło mitowi o Orfeuszu i Eurydyce swój album Reflektor (2013)
Hermit and the Recluse – duet wydał album pod tytułem „Orpheus vs. the Sirens”, który nawiązuje do podróży Orfeusza na statku Argo (2018)
Oskar Mir - polski wokalista wydał dwupłytowy album Orfeusz nakładem wytwórni 33 Records, opisując na nim między innymi koniec związku z partnerką i zauważając, że jego wspominanie, tworzenie na jego temat jest jak próba wskrzeszania Eurydyki przez Orfeusza (2024)